# قائمة المواقع والمعالم المصنفة في ولاية الطارف
هذه قائمة حصرية للمواقع الأثرية و المعالم التاريخية المصنفـــة حسب وزارة الثقافة والاتصال (الجزائر) لولاية الطارف
| رقم    | اسم            | وصف | موقع | مدينة | قسم    | الإحداثيات | صورة        |
| ------ | -------------- | --- | ---- | ----- | ------ | ---------- | ----------- |
| 36-001 | كنيسة القالة   |     |      |       | الطارف |            | Upload file |
| 36-002 | اثار قصر فرنسا |     |      |       | الطارف |            | Upload file |